# میدان غرب قرنه
میدان غرب قرنه، (به عربی: حقل غرب القرنة) میدان نفتی، مستقر در غرب شهر بصره، عراق است، که با ذخیره اثبات‌شده‌ای معادل ۴۳ میلیارد بشکه نفت خام، به‌عنوان یکی از بزرگترین میادین نفتی جهان محسوب می‌شود.
میدان غرب قرنه در سال ۱۹۷۳ کشف شد و هم‌اکنون متعلق به شرکت ملی نفت عراق می‌باشد و شرکت‌های اکسان‌موبیل، رویال داچ شل، لوک اویل و استات اویل پیمانکاران این میدان بشمار می‌آیند.